# Barbaron
El castell de Barbaron, també escrit Paperon, (en turc: Çandır Kalesi, en armeni: Պապեռոն), fou una important fortificació de la Petita Armènia, actualment situada en la província de Mersin, a Turquia. Avui dia conté la caseta d'un guarda forestal.

## Localització
El castell està en les Muntanyes del Taure, a l'est d'Ayvagediği i del castell de Gözne, i a uns 40 km al nord de Mersin. El castell està construït sobre un cim a 1.125m i comparteix el nom amb la vila que hi ha a sota: Çandır.

## Història
L'historiador Ghevond Alixan identificà al segle xix aquest lloc amb el Papirion (Παπιρίον) esmentat en textos romans d'Orient, el qual és citat per primera vegada en relació amb l'emperador Zenó al segle v. Tanmateix, no s'han trobat proves arqueològiques que confirmin això. El castell fou un lloc destacat entre els segles XII i XIV, dins la història del Regne d'Armènia Menor, quan fou la seu dels reis de la dinastia hetumida. Les estructures que se'n conserven daten d'aquell període. Aquesta fortalesa controlava dos camins cap a l'Anatòlia central, un dels quals enllaçava amb un altre important castell armeni, el de Lampron. Barbaron fou el feu del baró Simbaci el Conestable, que també fou un destacat erudit del seu temps.

## Descripció

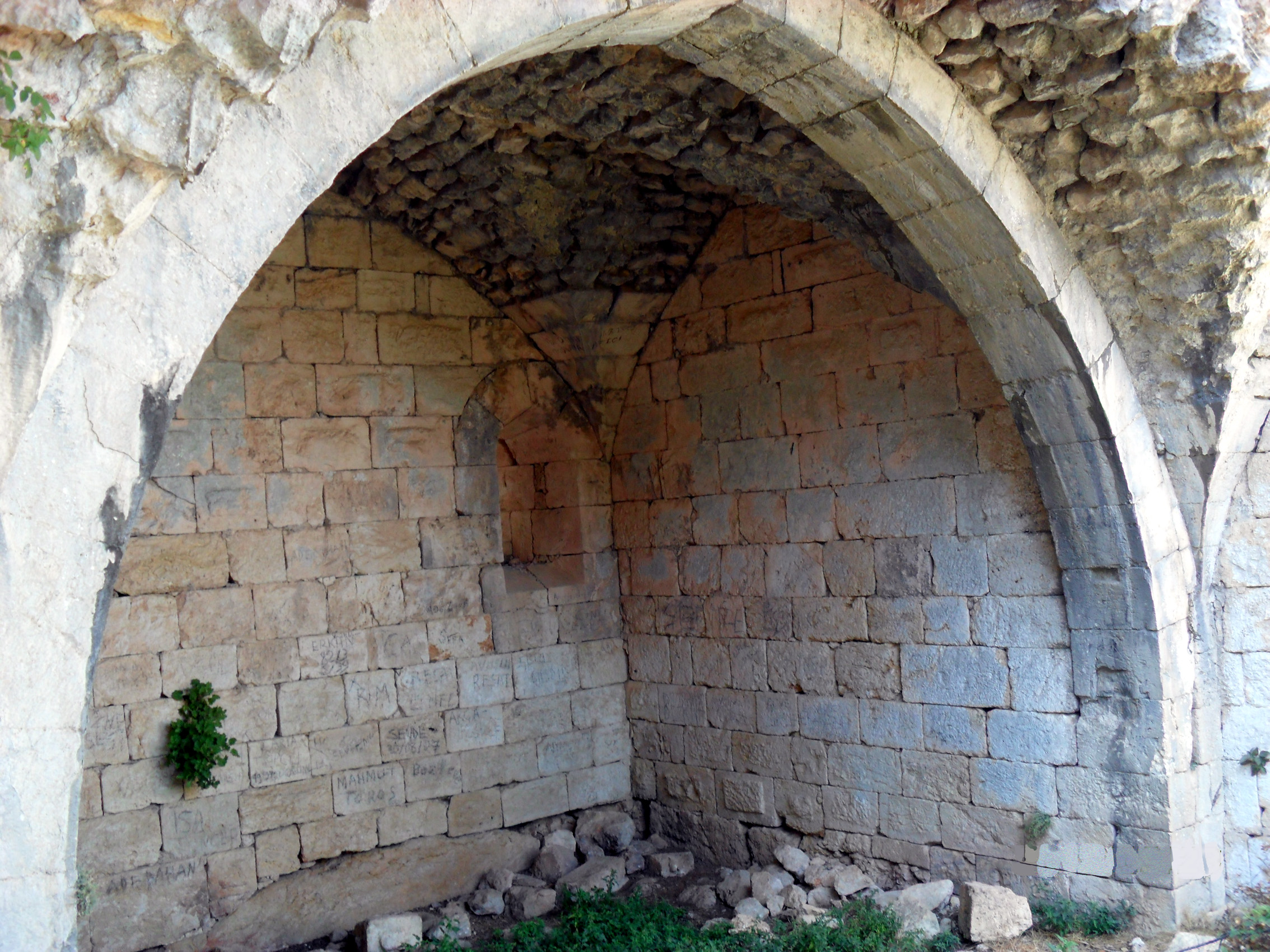
Restes d'una cambra.

El 1979 el castell fou objecte d'estudi de Robert Edwards, el qual publicà el 1987 un informe amb la descripció i els plànols. L'única entrada del castell és una escala, d'uns 140 esglaons tallats en la roca, que està en alguns trams tapada per un sostre de volta. En paral·lel als esglaons hi ha una rampa que probablement es feu servir per arrossegar càrrega. La fortalesa és ampla, però la majoria dels murs i els edificis estan en ruïnes. Els dos edificis més grans són un que estava destinat a residència, de dos pisos, i l'altre una església, ambdós construïts amb carreus finament tallats. Aquesta església, que actualment només es conserva parcialment, tenia una inscripció en armeni que data del 1251, en què el baró Simbaci la dedica al seu pare. Aquesta inscripció estava en el mur exterior de la part sud, va ser visible fins a mitjan dècada del 1930, però el 1946 ja no es podia llegir.